# Nowogard (gmina)
Nowogard est une gmina mixte du powiat de Goleniów, Poméranie occidentale, dans le nord-ouest de la Pologne. Son siège est la ville de Nowogard, qui se situe environ 24 km au nord-est de Goleniów et 45 km au nord-est de la capitale régionale Szczecin.
La gmina couvre une superficie de 338,66 km2 pour une population de 24 757 habitants en 2016.

## Géographie
Outre la ville de Nowogard, la gmina inclut les villages de Bieńczyce, Bieniczki, Błotno, Błotny Młyn, Bochlin, Boguszyce, Bromierz, Brzozowo, Czermnica, Dąbrowa Nowogardzka, Długołęka, Dobroszyn, Drzysław, Gardna, Glicko, Grabin, Jarchlino, Karsk, Konarzewo, Kościuszki, Krasnołęka, Kulice, Łęgno, Lestkowo, Maszkowo, Miękkie, Miętno, Miodne, Nowe Wyszomierki, Ogary, Ogorzele, Olchowo, Olszyca, Orzechowo, Orzesze, Osowo, Ostrzyca, Otręby, Płotkowo, Ptaszkowo, Radłowo, Radziszewo, Sąpole, Sąpolnica, Sieciechowo, Sikorki, Słajsino, Stare Wyszomierki, Starogoszcz, Struga, Strzelewo, Suchy Las, Świerczewo, Szczytniki, Trzechel, Warnkowo, Wierzbięcin, Wierzchęcino, Wierzchy, Wojcieszyn, Wołowiec, Wyszomierz, Żabówko, Żabowo, Zagórz, Zakłodzie, Zatocze et Zbyszewice.
La gmina borde les gminy de Dobra, Golczewo, Maszewo, Osina, Płoty, Przybiernów, Radowo Małe et Resko.